# Koma (ort)
Koma är en ort i Burkina Faso.   Den ligger i regionen Centre-Est, i den centrala delen av landet, 140 km sydost om huvudstaden Ouagadougou. Koma ligger 263 meter över havet och antalet invånare är 1 941.
Terrängen runt Koma är platt. Närmaste större samhälle är Tenkodogo, 17,7 km norr om Koma.
Omgivningarna runt Koma är en mosaik av jordbruksmark och naturlig växtlighet. Runt Koma är det ganska glesbefolkat, med 42 invånare per kvadratkilometer.